# بيبين توك
بيريغرين توك، يُعرَف أكثر باسم بيبين، شخصية خيالية من رواية جي. آر. آر. تولكين الخيالية سيد الخواتم، تربطه صداقة وثيقة بقريبه ميري برانديباك، إذ بقي الاثنان معًا أكثر القصة. قُدِّم كل من بيبين وميري بوصفهما ثنائي هوبيت يتورطان في البحث عن الخاتم الفريد سعيًا لتدميره مع زميلهما فرودو باغينز. كان بيبين عضوًا في زمالة الخاتم. انفصل بيبين وميري عن الزمالة عندما تفككت الرفقة بين أعضاء المجموعة إذ أمضيا معظم قصتهما في البرجين. كان متهورًا طائشًا، تطوع في (عودة الملك) جنديًا في جيش غوندور، وقاتل في عدة حروب في أثناء حرب الخاتم. يعود بيبين إلى البلدة في نهاية الرواية ويرث زعامة البلدة بصفته بطل غوندور.

## تاريخه الخيالي
وفقًا لما ألفه تولكين، كان بيبين مجرد ابن وريث لبالادين توك زعيم البلدة. صديقه المفضل ميريادوك برانديباك، إضافةً إلى صديق طيب آخر هو فرودو باغينز. يعني اسم بيريغرين (الرحالة)، المتجول في البلدان غير المكتشفة. إذ عرف بيبين عن الأرض الوسطى أكثر من بقية الهوبيت. أكمل بيبين رحلته مع فرودو وزمالة الخاتم، إذ قاتلوا في حرب الخاتم. بعد ذلك سافر إلى ممالك روهان وغوندور في مراحل متأخرة من حياته. بنى تولكين تاريخًا عائليًا مفصلًا لبيبين، إذ كان الابن الأرستقراطي الوحيد لبالادين توك وزوجته إيغلانتين بانكس. لديه ثلاثة أخوة يكبرونه سنًا، بيرل توك، وبيمبيرن توك، وبيرفينكا توك. ترعرعوا جميعهم في بلدة القبيلة غريت سمايلز وفي مزرعة والدهم في ويتويل. كان بيبين وعائلته ضمن 144 ضيفًا في حفل وداع قريبهم الهوبيت بيلبو باغينز.
في سيد الخواتم، بيبين هو الأصغر بين الهوبيت الأربعة الذين بدأوا رحلتهم من البلدة، وهو الوحيد الذي لم يبلغ سن الرشد. في ريفيندل يختار عمدة إلروند ميري وبيبين آخر عضوين في الزمالة.
بعد تخطيهما الجبال الضبابية وحصولهما على دبوس مزخرف مكافأةً من ملكة الأقزام غالادرييل، تخطف العفاريت بيبين وميري. عندما كان بيبين أسيرًا، يرمي دبوسه المزخرف عمدًا إشارةً إلى أراغون وليغولاس وجيملي، الذين يمتهنون المطاردة. يهرب بيبين وميري في أثناء مشادة كلامية بين الخاطفين، إذ يصادفان شجرة عملاقة تُدعى تريبيرد مرشدة الاشجار. يحرضان جميع الاشجار ضد الساحر سارومان ويدمرا قلعة إيزنغارد. ساعد جيش الأشجار على جعل بيبين وميري يتضخمان ليصبحا أطول هوبيت في التاريخ.
ترمي غريما وومتونغ جاسوسة سارومان في رورم حجر المراقبة (كرة الشعوذة) الخاصة بسارومان على زمالة الخاتم. ينظر إليها بيبين فيرى ساورون بنفسه. ينقل غندلف بيبين إلى مدينة ميناس تيريث، للحفاظ عليه آمنًا من قوات ساورون، مبعدًا إياه عن أصدقائه.
كان التأثير في ساورون مهمًا في حبكة الرواية، إذ يفترض ساورون خطأً أن بيبين بحوزته الخاتم، وأنه سجين سارومان. في مدينة ميناس تيريث، أُحضِر بيبين إلى دينيتور في المدينة، وتطوع لخدمته احترامًا لابن دينيتور (برومير)، الذي مات في أثناء دفاعه عن بيبين وميري ضد العفاريت. وفقًا لغندلف، أثرت تلك الإشارة في دينيتور، الذي وافق على عرض الهوبيت، وجعله أحد حراس القلعة. لاحقًا، حين شرع دينيتور بحرق ابنه فارامير وحرق نفسه حيًا في راث دينين، يجلب بيبين غندلف، وينقذ حياة فارامير.
بيبين هو الهوبيت الوحيد الذي انضم إلى الجيش الغربي بقيادة أراغون، وهاجم البوابة السوداء لموردور محاولًا تشتيت انتباه ساورون عن رحلة زمالة الخاتم نحو جبل الموت. ينجح بيبين في قتل عملاق في أثناء المعركة، فيسقط فوقه. يلاحظ جيملي ما حدث فيجره منقذًا حياته. عند عودته، يحشد بيبين وميري جميع الهوبيت من البلدة لتدمير قوات سارومان.

## تعديلات
سجّل دومينيك غارد الأداء الصوتي لبيبين في نسخة الرسوم المتحركة من سيد الخواتم لرالف باكشي عام 1978. سجل سوني ميلينديز صوت بيبين في النسخة المتحركة من عودة الملك، المصممة للتلفزيون عام 1980. في حين أدى جون مكاندرو دور بيبين في المسلسل الإذاعي سيد الخواتم (بي بي سي) عام 1981. وأدى ياري بيكونين دور بيبين في المسلسل الفنلندي (هوبيت) عام 1993.
أدى دور بيبين في الأجزاء الثلاثة من فيلم سيد الخواتم الممثل الأسكتلندي بيلي بويد. خطط صناع الفيلم أن يستخدم بويد لهجة إنجليزية تماشيًا مع الهوبيت الآخرين، لكن لهجته لم تكن دقيقة، لذلك سمحوا لبويد أن يؤدى الدور بلهجته الأسكتلندية، إذ كانت الأرض التي عاشت فيها قبيلة توك جبليةً للغاية، ومن ثم كانت تشبه اسكتلندا إلى حد ما. ومع أن بيبين هو أصغر الهوبيت الأربعة في الرواية، كان بويد هو الأكبر سنًا بين الممثلين الأربعة.